# Nanosat-1B
El Nanosat-1B es un satélite español diseñado, desarrollado y operado por el Instituto Nacional de Técnica Aeroespacial (INTA). Con apenas 22 kilogramos de peso, se considera un nanosatélite. Su función principal es la comunicación entre bases remotas, como la Antártida, el buque oceanográfico Hespérides y España. Es el cuarto satélite desarrollado por el INTA, después del INTASAT, el Minisat 01 y el Nanosat 01.

## Características
El Nanosat-1B tiene 14 caras y forma de tetradecaedro, y está cubierto por paneles solares en todas ellas, excepto en la cara inferior, en la cual está alojada la antena de media ganancia cuadrifilar de UHF y dos antenas de parche. En la cara superior hay cuatro monopolos de UHF. En la bandeja central se alojan los sensores solares y el experimento Vectorsol y por último en el interior se encuentran los demás equipos y experimentos.
Dada su órbita polar, Nanosat-1B cubrirá toda la superficie terrestre, almacenando datos científicos, que descargará al pasar por la vertical del centro de control situado en el INTA en Torrejón de Ardoz, Madrid, y por las estaciones móviles (nano-terminales).
El satélite fue lanzado el 29 de julio de 2009 a las 18:46 UTC desde el Cosmódromo de Baikonur en Kazajistán (rampa 95 del Área 109) mediante un cohete Dnepr-1 (15A18) junto con otros cinco satélites a bordo, siendo la carga principal el DubaiSat-1 y la secundaria los satélites Nanosat-1B, Deimos-1, UK-DMC-2, Aprizesat-3 y Aprizesat-4.

## Carga útil
Tres experimentos: 

- Las Dos Torres (LDT):
 "Unidades optoeLectrónicAS para un DOSímeTrO y espectRómetRo ESpacial" es un detector de protones que ayudará a caracterizar el ambiente de radiación espacial midiendo la cantidad total de protones a lo largo de un tiempo determinado (fluencia) y el ritmo en tiempo real al que van llegando (flujo).[8]
- RAD FET:
Es un sensor de dosis acumulada de radiación y otro de magnetoimpedancia. Tanto LDT como RAD-FET han sido desarrollados totalmente en INTA
- Vectorsol:
Es un sensor solar de última generación, que permite orientar el satélite. Desarrollado por la Universidad de Sevilla y la Universidad politécnica de Cataluña y calificado en vuelo por INTA.[9]

Dos sistemas de comunicación:

- Transmisor-receptor en banda S:
Se probara en vuelo, especialmente diseñado para ser embarcado en nuevos nanos y microsatélites, y que ofrece grandes prestaciones a muy bajo coste. Basado en las últimas tecnologías de dispositivos electrónicos FPGA. Ha sido diseñado por la empresa A. D. Telecom, cuyo desarrollo y calificación han corrido a cargo del INTA

- Una antena UHF de media ganancia:
Esta nueva antena cuadrifilar junto con los cuatro monopolos desarrollado por el INTA, facilitará las comunicaciones con estaciones móviles (nano-terminales)

## Visión de futuro
Más allá de sus características de peso y medida, los nanosatélites encarnan un nuevo concepto de diseño para sistemas espaciales y una oportunidad de acceso al espacio con costes y tiempo de desarrollo más reducidos. Así, el Programa Nanosat contempla una serie de nuevos lanzamientos con aplicaciones concretas, ya que estas pequeñas plataformas son especialmente aptas para misiones de demostración en órbita de instrumentos, componentes y tecnologías de apoyo a programas de más envergadura.